# بردة بل (مقاطعة تشرداول)
بردة بل (بالفارسية: برده بل) هي قرية تقع في قسم شباب الريفي (مقاطعة تشرداول) في إيران. يقدر عدد سكانها بـ 208 نسمة بحسب إحصاء 2016.